# Bolbochromus lineatus
Bolbochromus lineatus är en skalbaggsart som beskrevs av John Obadiah Westwood 1848. Bolbochromus lineatus ingår i släktet Bolbochromus och familjen Bolboceratidae. Inga underarter finns listade.